# Motomondiale 2008
L'edizione 2008 del motomondiale è stata la 60ª dalla sua istituzione nel 1949; i gran premi furono per il secondo anno di seguito 18 con la sostituzione, dopo sole tre edizioni effettuate, del Gran Premio motociclistico di Turchia con una nuova prova disputata negli Stati Uniti d'America, il Gran Premio motociclistico di Indianapolis. A differenza di quella disputata a Laguna Seca, in questa nuova gara sono teoricamente presenti tutte le classi e non solo la MotoGP; si mise però l'uragano Ike a scombussolare i programmi, impedendo l'effettuazione della gara riservata alla classe 250.

## Il contesto
La stagione ha avuto inizio il 9 marzo con la disputa del Gran Premio motociclistico del Qatar, primo Gran Premio di motociclismo della storia disputato in notturna. La gara conclusiva si è tenuta il 26 ottobre a Valencia.
Al termine della stagione i titoli piloti sono stati di Valentino Rossi in MotoGP, di Marco Simoncelli in classe 250 e di Mike Di Meglio in classe 125.

## Il calendario
| Data         | Gran Premio                                | Circuito             | Vincitore MotoGP | Vincitore 250    | Vincitore 125  | Resoconto |
| ------------ | ------------------------------------------ | -------------------- | ---------------- | ---------------- | -------------- | --------- |
| 9 marzo      | GP del Qatar                               | Losail               | Casey Stoner     | Mattia Pasini    | Sergio Gadea   | Resoconto |
| 30 marzo     | GP di Spagna                               | Jerez de la Frontera | Daniel Pedrosa   | Mika Kallio      | Simone Corsi   | Resoconto |
| 13 aprile    | GP del Portogallo                          | Estoril              | Jorge Lorenzo    | Álvaro Bautista  | Simone Corsi   | Resoconto |
| 4 maggio     | GP della Cina                              | Shanghai             | Valentino Rossi  | Mika Kallio      | Andrea Iannone | Resoconto |
| 18 maggio    | GP di Francia                              | Le Mans (Bugatti)    | Valentino Rossi  | Alex Debón       | Mike Di Meglio | Resoconto |
| 1º giugno    | GP d'Italia                                | Mugello              | Valentino Rossi  | Marco Simoncelli | Simone Corsi   | Resoconto |
| 8 giugno     | GP di Catalogna                            | Barcellona           | Daniel Pedrosa   | Marco Simoncelli | Mike Di Meglio | Resoconto |
| 22 giugno    | GP di Gran Bretagna                        | Donington Park       | Casey Stoner     | Mika Kallio      | Scott Redding  | Resoconto |
| 28 giugno    | GP d'Olanda                                | Assen                | Casey Stoner     | Álvaro Bautista  | Gábor Talmácsi | Resoconto |
| 13 luglio    | GP di Germania                             | Sachsenring          | Casey Stoner     | Marco Simoncelli | Mike Di Meglio | Resoconto |
| 20 luglio    | GP degli USA                               | Laguna Seca          | Valentino Rossi  | No 250 e 125     | No 250 e 125   | Resoconto |
| 17 agosto    | GP della Repubblica Ceca                   | Brno                 | Valentino Rossi  | Alex Debón       | Stefan Bradl   | Resoconto |
| 31 agosto    | GP di San Marino e della Riviera di Rimini | Misano Adriatico     | Valentino Rossi  | Álvaro Bautista  | Gábor Talmácsi | Resoconto |
| 14 settembre | GP di Indianapolis                         | Indianapolis         | Valentino Rossi  | Annullata        | Nicolás Terol  | Resoconto |
| 28 settembre | GP del Giappone                            | Motegi               | Valentino Rossi  | Marco Simoncelli | Stefan Bradl   | Resoconto |
| 5 ottobre    | GP d'Australia                             | Phillip Island       | Casey Stoner     | Marco Simoncelli | Mike Di Meglio | Resoconto |
| 19 ottobre   | GP della Malesia                           | Sepang               | Valentino Rossi  | Álvaro Bautista  | Gábor Talmácsi | Resoconto |
| 26 ottobre   | GP della Comunità Valenciana               | Valencia             | Casey Stoner     | Marco Simoncelli | Simone Corsi   | Resoconto |

## Sistema di punteggio e legenda
| Pos.  | 1  | 2  | 3  | 4  | 5  | 6  | 7 | 8 | 9 | 10 | 11 | 12 | 13 | 14 | 15 | 16 > |
| ----- | -- | -- | -- | -- | -- | -- | - | - | - | -- | -- | -- | -- | -- | -- | ---- |
| Punti | 25 | 20 | 16 | 13 | 11 | 10 | 9 | 8 | 7 | 6  | 5  | 4  | 3  | 2  | 1  | 0    |

## Le classi

### MotoGP
La Ducati presentò al via della stagione la coppia di piloti composta da Casey Stoner, campione del mondo in carica, e Marco Melandri, nuovo acquisto della stagione in arrivo dalla Honda del team Gresini Racing di Fausto Gresini con cui aveva gareggiato nel motomondiale 2007. Le Ducati Desmosedici erano gestite anche dal Alice Team, che schierava al via lo spagnolo Toni Elías ed il francese Sylvain Guintoli.

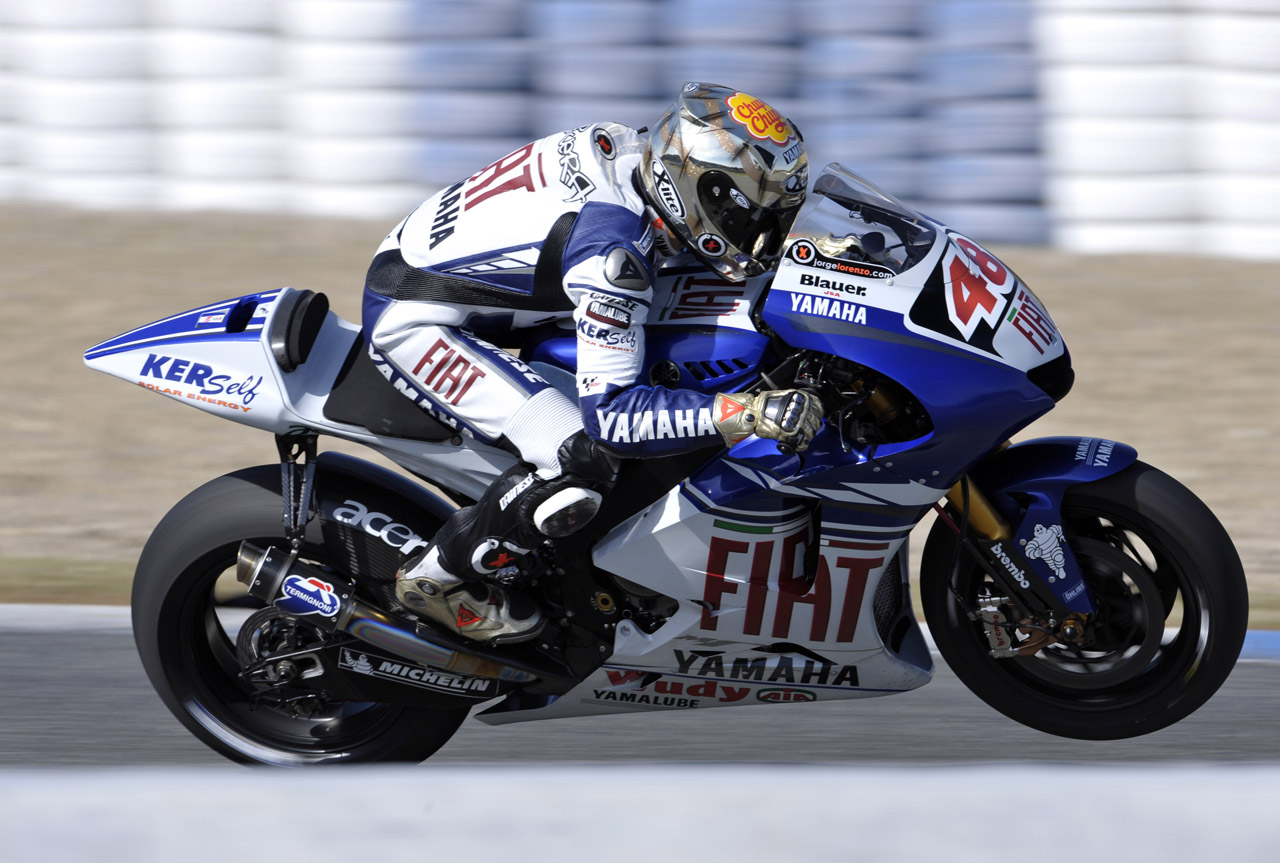
La Yamaha YZR-M1 di Jorge Lorenzo.

La Honda iniziò la stagione con la stessa accoppiata di piloti dell'anno precedente, Daniel Pedrosa e Nicky Hayden. Il primo era ormai alla terza stagione nella classe MotoGP e il secondo è stato campione mondiale nella stagione 2006. Oltre al team ufficiale erano presenti altre moto affidate a team privati con alla guida, tra gli altri, Andrea Dovizioso con il JiR Team Scot, Randy de Puniet con il Team LCR dell'ex pilota Lucio Cecchinello, Alex De Angelis e Shin'ya Nakano con il team Gresini Racing.
La Yamaha presentava due team: quello ufficiale con alla guida Valentino Rossi, sette volte campione del mondo, ed il debuttante nella categoria, bicampione della classe 250, Jorge Lorenzo; il team satellite Yamaha Tech 3 con alla guida Colin Edwards e James Toseland, quest'ultimo fresco campione mondiale Superbike (anche in questo caso il secondo era un debuttante per la categoria). Una particolarità del team Fiat Yamaha è quella che i due piloti correvano con pneumatici di marche diverse, Bridgestone per Rossi e Michelin per Lorenzo.
La Suzuki presentava al via il veterano Loris Capirossi, ex pilota della Ducati negli anni precedenti e il riconfermato Chris Vermeulen mentre la Kawasaki gareggiava con John Hopkins (trasferitosi dalla Suzuki) e Anthony West.
Erano quindi al via di questo campionato solo 18 piloti: uscì infatti definitivamente di scena il Team Roberts dell'ex campione del mondo Kenny Roberts, cosa che rese gli schieramenti di partenza della classe regina ridotti al minimo, soprattutto se paragonata alla classe 125 che presentava regolarmente al via una quarantina di piloti.

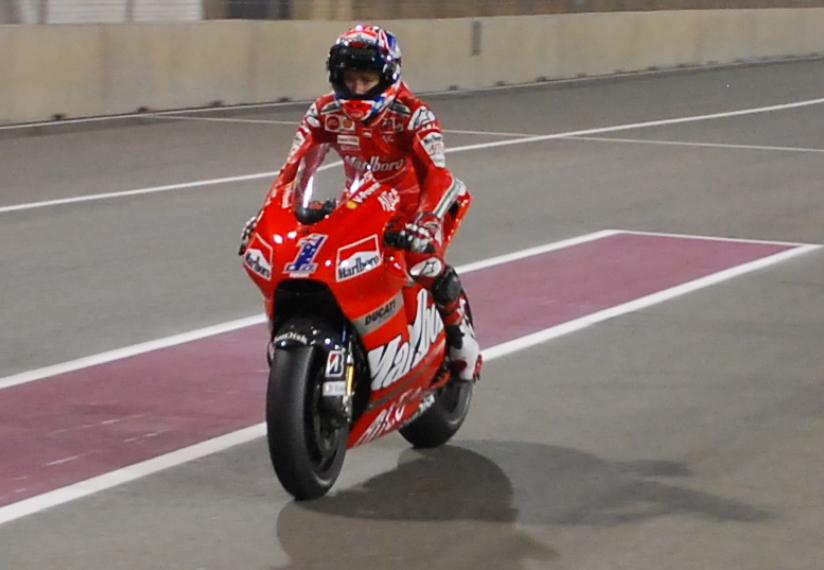
La Ducati di Stoner nella prova disputata in notturna in Qatar.

Nella MotoGP, sui 18 piloti iscritti all'inizio della stagione, quest'anno le gomme Michelin erano montate soltanto da 7 moto (39%): 3 Yamaha (fa eccezione quella di Rossi) e 4 Honda (fa eccezione il team Gresini); le rimanenti erano equipaggiate da pneumatici della Bridgestone. Nel corso dell'anno anche Pedrosa che aveva iniziato con Michelin passò agli pneumatici giapponesi.
Il titolo piloti andò a Valentino Rossi sulla Yamaha YZR-M1, al suo quinto titolo nella MotoGP, che lo ottenne matematicamente con alcune gare di anticipo, in occasione del GP del Giappone. Nella stagione ottenne anche 9 vittorie nei gran premi e precedette in classifica Casey Stoner sulla Ducati Desmosedici e Daniel Pedrosa sulla Honda RC212V.
Nella classifica riservata ai costruttori, le prime tre posizioni furono occupate da Yamaha, Ducati e Honda mentre per quanto riguarda le squadre il primo posto fu di Yamaha Racing che schierava Rossi e Jorge Lorenzo.
In occasione del GP di Francia Valentino Rossi ottenne la sua novantesima vittoria in carriera, raggiungendo Ángel Nieto al secondo posto assoluto tra i piloti più vittoriosi della storia, alle spalle del solo Giacomo Agostini; nel gran premio precedente aveva appena ottenuto anche la 50ª vittoria nella classe regina.

#### Classifica piloti (prime 5 posizioni)
| Pos. | Pilota           | Moto   |   |    |     |    |    |     |    |   |    |     |     |     |     |   |   |     |     |   | P.ti |
| ---- | ---------------- | ------ | - | -- | --- | -- | -- | --- | -- | - | -- | --- | --- | --- | --- | - | - | --- | --- | - | ---- |
| 1    | Valentino Rossi  | Yamaha | 5 | 2  | 3   | 1  | 1  | 1   | 2  | 2 | 11 | 2   | 1   | 1   | 1   | 1 | 1 | 2   | 1   | 3 | 373  |
| 2    | Casey Stoner     | Ducati | 1 | 11 | 6   | 3  | 16 | 2   | 3  | 1 | 1  | 1   | 2   | Rit | Rit | 4 | 2 | 1   | 6   | 1 | 280  |
| 3    | Daniel Pedrosa   | Honda  | 3 | 1  | 2   | 2  | 4  | 3   | 1  | 3 | 2  | Rit | NP  | 15  | 4   | 8 | 3 | Rit | 2   | 2 | 249  |
| 4    | Jorge Lorenzo    | Yamaha | 2 | 3  | 1   | 4  | 2  | Rit | NP | 6 | 6  | Rit | Rit | 10  | 2   | 3 | 4 | 4   | Rit | 8 | 190  |
| 5    | Andrea Dovizioso | Honda  | 4 | 8  | Rit | 11 | 6  | 8   | 4  | 5 | 5  | 5   | 4   | 9   | 8   | 5 | 9 | 7   | 3   | 4 | 174  |
| Pos. | Pilota           | Moto   |   |    |     |    |    |     |    |   |    |     |     |     |     |   |   |     |     |   | P.ti |

| Legenda                                                                        | 1º posto        | 2º posto        | 3º posto | A punti      | Senza punti        | Grassetto=Pole position Corsivo=Giro più veloce |
| Legenda                                                                        | Gara non valida | Non qualificato | Ritirato | Squalificato | "-" Dato non disp. | Grassetto=Pole position Corsivo=Giro più veloce |
| Fonte dei dati: motogp.com, racingmemo.free.fr, autosport.com, jumpingjack.nl. |                 |                 |          |              |                    |                                                 |

#### Classifica costruttori (prime tre posizioni)
| Pos. | Costruttore | Motocicletta |   |    |   |   |    |   |   |   |   |   |   |   |   |   |   |   |   |   | P.ti |
| ---- | ----------- | ------------ | - | -- | - | - | -- | - | - | - | - | - | - | - | - | - | - | - | - | - | ---- |
| 1    | Yamaha      | YZR-M1       | 2 | 2  | 1 | 1 | 1  | 1 | 2 | 2 | 3 | 2 | 1 | 1 | 1 | 1 | 1 | 2 | 1 | 3 | 402  |
| 2    | Ducati      | Desmosedici  | 1 | 11 | 6 | 3 | 11 | 2 | 3 | 1 | 1 | 1 | 2 | 2 | 3 | 4 | 2 | 1 | 6 | 1 | 321  |
| 3    | Honda       | RC212V       | 3 | 1  | 2 | 2 | 4  | 3 | 1 | 3 | 2 | 4 | 4 | 4 | 4 | 2 | 3 | 3 | 2 | 2 | 315  |

#### Classifica squadre (prime tre posizioni)
| Pos. | Squadra         | Piloti          |    |    |     |   |    |     |    |    |    |     |     |     |     |    |    |     |     |    | P.ti |
| ---- | --------------- | --------------- | -- | -- | --- | - | -- | --- | -- | -- | -- | --- | --- | --- | --- | -- | -- | --- | --- | -- | ---- |
| 1    | Fiat Yamaha     | Valentino Rossi | 5  | 2  | 3   | 1 | 1  | 1   | 2  | 2  | 11 | 2   | 1   | 1   | 1   | 1  | 1  | 2   | 1   | 3  | 563  |
| 1    | Fiat Yamaha     | Jorge Lorenzo   | 2  | 3  | 1   | 4 | 2  | Rit |    | 6  | 6  | Rit | Rit | 10  | 2   | 3  | 4  | 4   | Rit | 8  | 563  |
| 2    | Repsol Honda    | Daniel Pedrosa  | 3  | 1  | 2   | 2 | 4  | 3   | 1  | 3  | 2  | Rit |     | 15  | 4   | 8  | 3  | Rit | 2   | 2  | 404  |
| 2    | Repsol Honda    | Nicky Hayden    | 10 | 4  | Rit | 6 | 8  | 13  | 8  | 7  | 4  | 13  | 5   |     | NP  | 2  | 5  | 3   | 4   | 5  | 404  |
| 3    | Ducati Marlboro | Casey Stoner    | 1  | 11 | 6   | 3 | 16 | 2   | 3  | 1  | 1  | 1   | 2   | Rit | Rit | 4  | 2  | 1   | 6   | 1  | 331  |
| 3    | Ducati Marlboro | Marco Melandri  | 11 | 12 | 13  | 5 | 15 | Rit | 11 | 16 | 13 | Rit | 16  | 7   | 9   | 19 | 13 | 16  | 16  | 16 | 331  |
| Pos. | Squadra         | Piloti          |    |    |     |   |    |     |    |    |    |     |     |     |     |    |    |     |     |    | P.ti |

| Legenda                                                                        | 1º posto        | 2º posto        | 3º posto | A punti      | Senza punti        | Grassetto=Pole position Corsivo=Giro più veloce |
| Legenda                                                                        | Gara non valida | Non qualificato | Ritirato | Squalificato | "-" Dato non disp. | Grassetto=Pole position Corsivo=Giro più veloce |
| Fonte dei dati: motogp.com, racingmemo.free.fr, autosport.com, jumpingjack.nl. |                 |                 |          |              |                    |                                                 |

### Classe 250

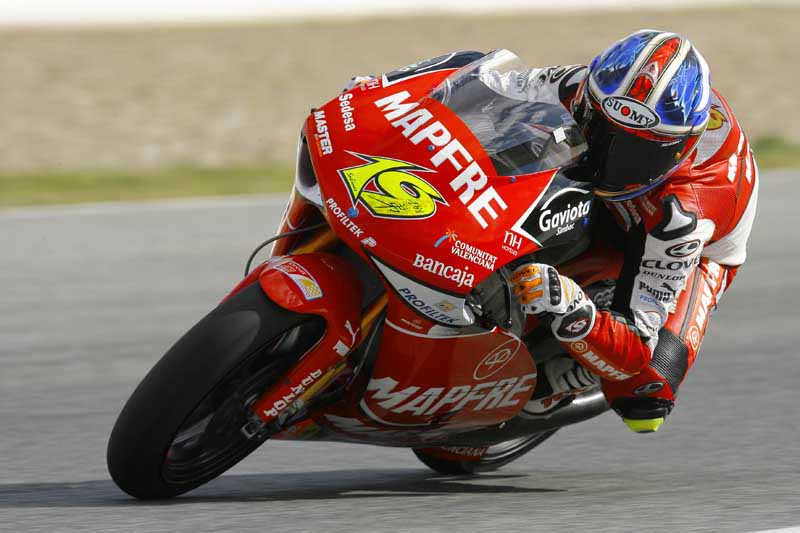
La Aprilia RSV 250 di Bautista.

Diversamente che nella MotoGP nella 250 vige il fornitore unico di pneumatici, si tratta dell'azienda britannica Dunlop.
Dopo 16 prove, viste la non presenza a Laguna Seca e l'annullamento del Gran Premio motociclistico di Indianapolis, il titolo piloti fu di Marco Simoncelli su Gilera che precedette Álvaro Bautista su Aprilia e Mika Kallio su KTM.
Simoncelli ottenne anche sei vittorie nei singoli Gran Premi, Bautista si impose 4 volte e Kallio 3; le restanti vittorie furono di Alex Debón in due occasioni e di Mattia Pasini nella prova inaugurale.
Per quanto riguarda il titolo costruttori, nelle prime tre posizioni arrivarono Aprilia, Gilera e KTM.

#### Classifica piloti (prime 5 posizioni)
| Pos. | Pilota           | Moto    |     |     |     |    |    |     |     |   |   |     |    |   |     |    |   |   |     |     | P.ti |
| ---- | ---------------- | ------- | --- | --- | --- | -- | -- | --- | --- | - | - | --- | -- | - | --- | -- | - | - | --- | --- | ---- |
| 1    | Marco Simoncelli | Gilera  | Rit | Rit | 2   | 4  | 2  | 1   | 1   | 2 | 3 | 1   | NE | 3 | 6   | AN | 1 | 1 | 3   | 1   | 281  |
| 2    | Álvaro Bautista  | Aprilia | 6   | Rit | 1   | 12 | 14 | Rit | 2   | 3 | 1 | 3   | NE | 2 | 1   | AN | 2 | 2 | 1   | 3   | 244  |
| 3    | Mika Kallio      | KTM     | 3   | 1   | 3   | 1  | 5  | 4   | Rit | 1 | 7 | 4   | NE | 5 | Rit | AN | 5 | 3 | Rit | 11  | 196  |
| 4    | Álex Debón       | Aprilia | 4   | 6   | Rit | 5  | 1  | 2   | 4   | 7 | 4 | Rit | NE | 1 | Rit | AN | 3 | 5 | 6   | Rit | 176  |
| 5    | Yūki Takahashi   | Honda   | 5   | 3   | 6   | 7  | 4  | Rit | 12  | 9 | 8 | 9   | NE | 6 | 2   | AN | 6 | 7 | 4   | 2   | 167  |
| Pos. | Pilota           | Moto    |     |     |     |    |    |     |     |   |   |     |    |   |     |    |   |   |     |     | P.ti |

| Legenda                                                                        | 1º posto        | 2º posto        | 3º posto | A punti      | Senza punti        | Grassetto=Pole position Corsivo=Giro più veloce |
| Legenda                                                                        | Gara non valida | Non qualificato | Ritirato | Squalificato | "-" Dato non disp. | Grassetto=Pole position Corsivo=Giro più veloce |
| Fonte dei dati: motogp.com, racingmemo.free.fr, autosport.com, jumpingjack.nl. |                 |                 |          |              |                    |                                                 |

#### Classifica costruttori (prime tre posizioni)
| Pos. | Costruttore | Motocicletta |   |   |   |   |   |   |   |   |   |   |    |   |   |    |   |   |   |   | P.ti |
| ---- | ----------- | ------------ | - | - | - | - | - | - | - | - | - | - | -- | - | - | -- | - | - | - | - | ---- |
| 1    | Aprilia     | RSV 250      | 1 | 2 | 1 | 3 | 1 | 2 | 2 | 3 | 1 | 2 | NE | 1 | 1 | AN | 2 | 2 | 1 | 3 | 343  |
| 2    | Gilera      | RSV 250      | 8 | 8 | 2 | 4 | 2 | 1 | 1 | 2 | 3 | 1 | NE | 3 | 4 | AN | 1 | 1 | 3 | 1 | 300  |
| 3    | KTM         | 250 FRR      | 3 | 1 | 3 | 1 | 5 | 4 | 7 | 1 | 6 | 4 | NE | 5 | 5 | AN | 4 | 3 | 2 | 5 | 245  |

### Classe 125

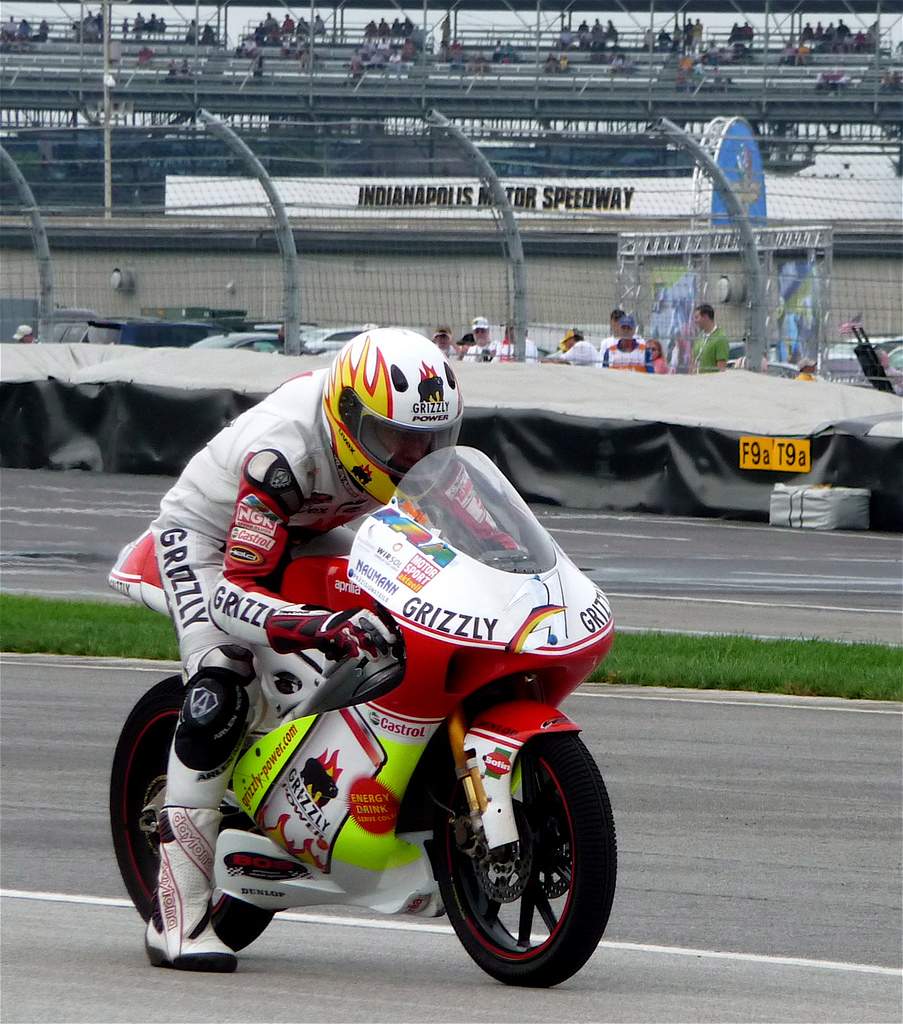
La Aprilia RS 125 R di Robin Lasser.

Anche in questa classe, come nelle 250 il fornitore di pneumatici è unico, la Dunlop.
Dopo 17 prove effettuate, il titolo piloti fu di Mike Di Meglio alla guida di una Derbi (4 vittorie in stagione) che precedette Simone Corsi (anche lui vittorioso in 4 occasioni) e Gábor Talmácsi (3 successi) su due Aprilia.
Con la vittoria ottenuta nel GP di Gran Bretagna Scott Redding divenne il più giovane vincitore di un gran premio della storia del motomondiale, con 15 anni e 169 giorni, superando il record precedente di Marco Melandri.
Il titolo costruttori fu di Aprilia che precedette Derbi e KTM.
In due occasioni, nel GP di Francia e in quello d'Olanda, la corsa venne interrotta e venne data una seconda partenza con percorrenza ridotta.
Con la vittoria a Indianapolis la Aprilia raggiunse la 250ª vittoria nei gran premi del motomondiale.

#### Classifica piloti (prime 5 posizioni)
| Pos. | Pilota         | Moto    |    |     |   |     |    |    |     |     |    |   |    |    |     |    |   |     |     |     | P.ti |
| ---- | -------------- | ------- | -- | --- | - | --- | -- | -- | --- | --- | -- | - | -- | -- | --- | -- | - | --- | --- | --- | ---- |
| 1    | Mike Di Meglio | Derbi   | 4  | 9   | 7 | 2   | 1  | 4  | 1   | 2   | 7  | 1 | NE | 2  | Rit | 10 | 2 | 1   | 5   | 3   | 264  |
| 2    | Simone Corsi   | Aprilia | 7  | 1   | 1 | Rit | 13 | 1  | 5   | 5   | 3  | 5 | NE | 10 | 3   | 7  | 7 | 8   | 3   | 1   | 225  |
| 3    | Gábor Talmácsi | Aprilia | 12 | Rit | 6 | 3   | 14 | 2  | 3   | Rit | 1  | 3 | NE | 4  | 1   | 14 | 3 | 3   | 1   | Rit | 206  |
| 4    | Stefan Bradl   | Aprilia | 3  | 4   | 8 | 5   | 6  | 10 | 4   | Rit | 12 | 2 | NE | 1  | Rit | 3  | 1 | 2   | Rit | Rit | 187  |
| 5    | Nicolás Terol  | Aprilia | 10 | 2   | 3 | 8   | 3  | 7  | Rit | 18  | 9  | 7 | NE | 5  | 5   | 1  | 5 | Rit | 9   | 2   | 176  |
| Pos. | Pilota         | Moto    |    |     |   |     |    |    |     |     |    |   |    |    |     |    |   |     |     |     | P.ti |

| Legenda                                                                        | 1º posto        | 2º posto        | 3º posto | A punti      | Senza punti        | Grassetto=Pole position Corsivo=Giro più veloce |
| Legenda                                                                        | Gara non valida | Non qualificato | Ritirato | Squalificato | "-" Dato non disp. | Grassetto=Pole position Corsivo=Giro più veloce |
| Fonte dei dati: motogp.com, racingmemo.free.fr, autosport.com, jumpingjack.nl. |                 |                 |          |              |                    |                                                 |

#### Classifica costruttori (prime tre posizioni)
| Pos. | Costruttore | Motocicletta |    |   |    |   |   |    |    |   |   |   |    |    |   |   |    |   |    |   | P.ti |
| ---- | ----------- | ------------ | -- | - | -- | - | - | -- | -- | - | - | - | -- | -- | - | - | -- | - | -- | - | ---- |
| 1    | Aprilia     | RS 125 R     | 1  | 1 | 1  | 1 | 2 | 1  | 3  | 1 | 1 | 2 | NE | 1  | 1 | 1 | 1  | 2 | 1  | 1 | 401  |
| 2    | Derbi       | RS 125 R     | 2  | 8 | 2  | 2 | 1 | 3  | 1  | 2 | 2 | 1 | NE | 2  | 8 | 2 | 2  | 1 | 5  | 3 | 319  |
| 3    | KTM         | 125 FRR      | 18 | 5 | 16 | 9 | 7 | 13 | 10 | 3 | 6 | 9 | NE | 13 | 4 | 6 | 11 | 7 | 11 | 7 | 123  |